# 李偉菘
李偉菘（英語：Paul Lee Wei Shiong，1966年7月24日—），出生於新加坡，華語流行音樂作曲家與音樂制作人。，與其雙生兒兄弟李偲菘合作製作多張專輯，創作了許多膾炙人口的歌曲。多次合作過的著名歌手包括張學友、堂娜、林憶蓮、劉德華、彭佳慧、蘇有朋、蔡依林、孫燕姿、楊千嬅、張靚穎、蕭敬騰、李佳薇等。

## 出道
1984年僅18歲的李偉菘，與弟弟李偲菘，以學生身份參加新加坡第一部電視連續劇《霧鎖南洋》的音樂製作。1985年參加新加坡電視台的歌曲比賽「鬥歌競藝」，得到冠軍後，與弟弟李偲菘組成雙人團體，開始歌手的職業生涯，1986與其弟為新加坡電視連續劇《家和萬事興》創作主題曲與插曲(黃鶯鶯主唱)，在新加坡、馬來西亞發過很多張唱片。1993年在新加坡成立了自己的錄音室，透過錄音室的工作，認識了台灣音樂製作人小蟲。經過小蟲介紹，到台灣發展，以新人姿態在1994年由滾石唱片在台灣發行了第一張唱片，之後因不適應歌手的宣傳的過程，轉入幕後音樂創作，幫給許多歌手寫歌，像是成龍在電影「醉拳二」主題曲，林憶蓮的《聽說愛情回來過》。也認識了香港音樂人歐丁玉，開始幫香港歌手寫歌，包括樂壇巨星張學友的《我等到花兒也謝了》。

## 作曲作品

### 1986年
- 黃鶯鶯 - 家和萬事興（新加坡同名電視劇主題曲）

### 1993年
- 童安格 - 真愛是誰（與李偲菘共同作曲）
- 童安格 - 生命過客（與李偲菘共同作曲）
- 陳慧嫻 - 碎花（與李偲菘共同作曲）

### 1994年
- 張學友 - 我等到花兒也謝了（粵語版及國語版）
- 黎明 - 如果...（國語版：歸還）
- 成龍 - 給我一片天（與李偲菘共同作曲）
- 成龍 - 醉拳（粵語版及國語版）（與李偲菘共同作曲）
- 堂娜 - 因為我們還有愛（與李偲菘共同作曲）
- 堂娜 - 你有沒有試過真的愛我
- 堂娜 - 情陷已深
- 劉嘉玲 - 愛很難

### 1995年
- 巫奇 - 犯錯
- 李國祥 - 情到濃時
- 林憶蓮 - 知難不退
- 林憶蓮 - 不愛的理由（與李偲菘共同作曲）
- 張清芳 - 是我心甘情願
- 黎瑞恩 - 覺悟
- 劉錫明 - 再愛還是不愛
- 郭嘉璐 - 我的世界還在變
- 張學友、陳慧嫻 - 愛和承諾

### 1996年
- 劉德華 - 該怎麼才知道
- 劉德華 - 保証
- 葉蒨文、李偉菘 - 在我身旁
- 陳奕迅 - 愛情，幼稚！

### 1997年
- 李克勤 - 在我身邊
- 李偉菘 - 我終於傷心夠（粵語版及國語版）
- 李偉菘 - Stay V.S 走
- 李偉菘 - 我的隨想曲
- 梁詠琪 - 洗臉（與李偲菘共同作曲）
- 蘇永康 - 心窩
- 鄭中基 - 情詩
- 鄭中基 - 一天一天
- 許茹芸 - 哭墻
- 張智霖 - 騷擾

### 1998年
- 李玟 - 想你的365天
- 彭佳慧 - 聽到你一聲再會
- 彭佳慧 - 死心眼
- 彭佳慧 - 失戀一個月
- 柯以敏 - 兩難
- 柯以敏、李民雄 - 說你快樂
- 梁詠琪 - 自由自在（與劉志文共同作曲）

### 2000年
- 孫燕姿 - 終於
- 孫燕姿 - Leave Me Alone
- 孫燕姿 - 我要的幸福
- 陳曉東 - 比我幸福（與李景昇共同作曲）
- 彭佳慧 - 一九九幾的他（與黃義達共同作曲）
- 蔡依林 - Show Your Love

### 2001年
- 李克勤 - 不知不覺愛上你
- 李克勤 - 狐狸尾巴
- 孫燕姿 - 風箏
- 梁詠琪 - 進化論（國語版：左腳右腳）
- 許志安 - 這一秒，你好不好（與李景昇共同作曲）
- 陳予新 - 完美結局
- 蔡依林 - Lucky Number

### 2002年
- 孫燕姿 - Leave
- 梁朝偉 - 這次是真的
- 陳曉東 - 圓滿

### 2003年
- 孫燕姿 - 未完成
- 孫燕姿、倉木麻衣 - My Story, Your Song
- 蔡依林 - 假面的告白
- 譚詠麟 - 無需要
- 王心凌 - 我以為

### 2004年
- 孫燕姿 - 慢慢來
- 蘇有朋 - 起跑點
- 蘇有朋 - 戀愛視窗
- 蘇有朋 - 夢見北極光

### 2005年
- 溫嵐 - 離不開他

### 2006年
- 孫燕姿 - 雨天
- 郭富城 - 把愛填滿
- 郭富城 - 跳
- 蘇慧倫 - 我的勇敢我的快樂

### 2007年
- 辛曉琪 - 渴望
- 阿杜 - 你說
- 孫燕姿 - 逆光
- 孫燕姿 - 飄著
- 陳偉聯 - 我會用真心填滿你的孤單
- 張棟樑 - Super Idol
- 張靚穎 - G大調的悲傷
- 張靚穎 - 我們說好的（與于曉光共同作曲）
- 張靚穎 - 圍城（改編作曲）
- 蔡依林 - 怕什麼

### 2008年
- 羅志祥 - 搞笑
- 蕭敬騰 - 收藏
- 楊宗緯 - 回憶沙漠（曲、監）
- 吳佩慈 - 夜光航線（與李偲菘共同作曲）
- 吳佩慈 - 天空藍（與李偲菘、于曉光共同作曲）
- 馮德倫 - 實驗品（與李偲菘、于曉光共同作曲）

### 2009年
- 蔡依林 - 惯性背叛
- 蕭亞軒 - 坦白
- 郭采潔 - 又圓了的月亮
- 周蕙、新七小福 - 不老的月亮
- 蕭敬騰 - 善男信女
- 蕭敬騰 - 愛過了頭

### 2010年
- 張靚穎 - 木蘭星
- 郭采潔 - 煙火

### 2011年
- 孫燕姿 - 時光小偷
- 李克勤 - 最佳良藥
- 李克勤 - 偶爾平凡（與于曉光共同作曲）
- 泳兒 - 一天一天
- 蕭煌奇 - 末班車
- 吳建豪 - 有你在（與林韋罕共同作曲）
- 張棟樑 - 曬乾悲傷
- 李佳薇 - 也好也不好

### 2013年
- 許慧欣 - 淚水的盡頭
- 王詩安 - 你好嗎

### 2014年
- 孫燕姿 - 無限大
- 孫燕姿 - 天使的指紋
- 李佳薇 - 真話

### 2016年
- 李佳薇 - 念舊

### 2017年
- 孫燕姿 - 漂浮群島

## 單曲製作作品

### 2003年
- 楊千嬅 - 因為愛上了
- 楊千嬅 - 我猜你不會
- 楊千嬅 - 我很好

### 2022年
- 李佳薇 - 縱火者

## 李偉菘音樂課室
1995年李偉菘從台灣回到新加坡，創辦「李偉菘音樂課室」，招生傳授專業聲樂理論、歌唱技巧及歌曲創作。著名的學生有林俊傑、黃義達和孫燕姿。現在李偉菘音樂課室不只在新加坡，台灣、馬來西亞、中國的上海、北京都有分校。

## 所獲獎項
- 1995年 新加坡 金曲獎：最佳本地作曲《我等到花兒也謝了》
- 1996年 香港 金曲獎：最佳作曲
- 1997年 新加坡 詞曲作者協會年度獎：最佳華語音樂創作人、最佳本地音樂創作人
- 2001年 新加坡 金曲獎：最佳唱片製作獎（與李偲菘）、最佳本地作曲《我要的幸福》
- 2001年 新加坡 紅星大獎：特別成就獎
- 2004年 新加坡 詞曲作者協會年度獎：最佳本地華語音樂創作人
- 2008年 新加坡 金曲獎：最佳本地作曲《收藏》
- 2014年 新加坡 金曲獎：最佳本地作曲《天使的指紋》

## 外部連結
- 李偉菘音樂課室
- 上海李伟菘音乐学校
- 李偉菘的Instagram帳戶
- 李偉菘Paul 新浪微博 （页面存档备份，存于）
- 李伟菘博客 搜狐 （页面存档备份，存于）